# Ondřej Najman
Ondřej Najman (* 30. ledna 1998 Jihlava) je český lední hokejista hrající na pozici středního útočníka.

## Život
Svá mládežnická a juniorská léta strávil v rodném městě, kde hrál za místní Duklu. Objevoval se též v reprezentačních výběrech České republiky svých věkových kategorií. Sezónu 2016/2017 strávil v severní Americe, v týmu Spokane Chiefs, který hraje Western Hockey League (WHL). Po návratu ze zámoří začal hrát za mladoboleslavské juniory, ale objevil se také v zápasech tamního celku mužů a na hostování vypomáhal i týmu HC Slovan Ústí nad Labem. Ročník 2018/2019 začal mezi muži Mladé Boleslavi, ale posléze změnil působiště a hostoval v HC Slavia Praha.